# Lourdesgrot (Wiemesmeer)

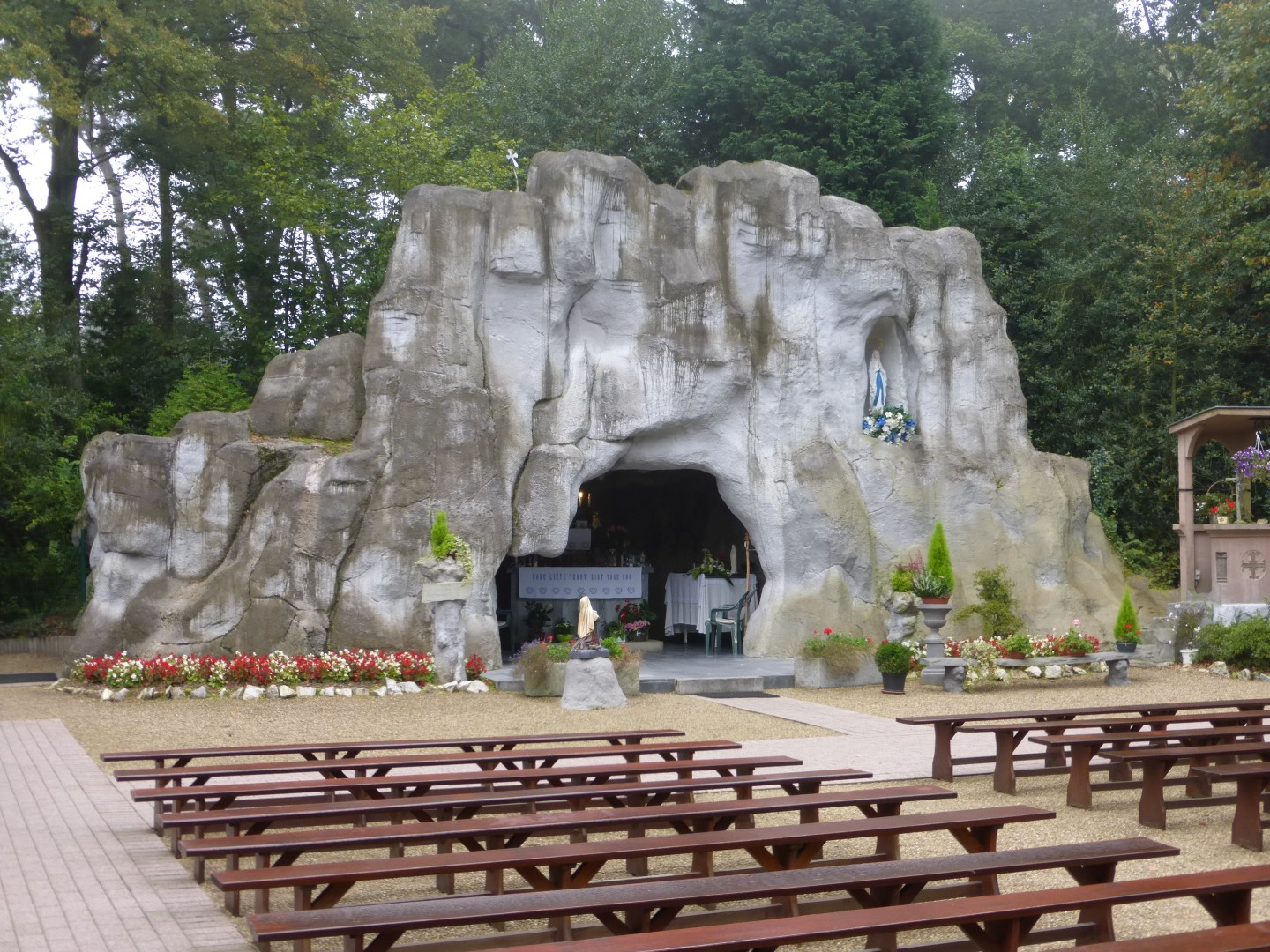

De Grot van Wiemesmeer is een Lourdesgrot te Wiemesmeer, gelegen aan de Grotstraat.
De streek hier heette Hoeverveld, naar een boerderij die tevens uitspanning was voor de rijtuigen naar Maastricht. Een van de bewoners, Mathijs Thijssens, liet in 1907 een Mariabeeld langs de weg van Wiemesmeer naar Terboekt plaatsen. Iets verderop liet hij een Kruisbeeld plaatsen, dit alles uit dankbaarheid voor de genezing van een steenpuistenziekte aan zijn been. Een van zijn dochters wilde later een Lourdesgrot op de plaats van het beeld, en Mathijs besliste dat dit een grote grot moest worden, naar het model van die te Edegem.
De grot kwam gereed in 1925. Toen echter in 1976 het plafond van de Sint-Jozefkerk instortte moesten de Missen elders worden opgedragen. Op zaterdagavond in de zomer werden er een Mis opgedragen bij de grot. Deze trok sindsdien meer bedevaartgangers en de bij de grot gebouwde bidruimte werd te klein. In 1993 werd de ruimte vergroot. Sindsdien werd de omgeving van de grot steeds verder uitgebreid en verfraaid. Er kwamen overdekte ruimten, er werden vele bomen en struiken geplant en een vijverpartij werd aangelegd. Van 2004-2005 werd door Toon Vanmechelen een reeks beelden vervaardigd die de Geheimen van de Rozenkrans voorstelden. Er werden drie kapellen gebouwd waarin deze beelden werden geplaatst. In 2009 volgde de oprichting van een Calvariegroep. Door dit alles was uiteindelijk een uitgebreid Mariapark ontstaan.